# Jean Rottner
Jean Rottner (ur. 28 stycznia 1967 w Miluzie) – francuski polityk, lekarz i samorządowiec, w latach 2010–2017 mer Miluzy, od 2017 prezydent regionu Grand Est.

## Życiorys
Kształcił się w szkole średniej w Zillisheim, następnie studiował medycynę na Université Strasbourg-I. W 1995 podjął pracę na oddziale ratunkowym szpitala Hôpital Émile Muller w Miluzie.
Działał w Unii na rzecz Demokracji Francuskiej, następnie dołączył do Unii na rzecz Ruchu Ludowego, w 2015 przekształconej w partię Republikanie. Był zastępcą poselskim deputowanej Arlette Grosskost. W 2008 objął stanowisko zastępcy mera Miluzy. W 2010 został merem tej miejscowości, zastąpił na tym stanowisku Jeana-Marie Bockela. W wyborach w 2014 z powodzeniem ubiegał się o reelekcję.
W 2015 wybrany na radnego regionu Alzacja-Szampania-Ardeny-Lotaryngia (przemianowanego następnie na Grand Est). Objął stanowisko wiceprzewodniczącego rady regionalnej. W październiku 2017 został nowym prezydentem tego regionu. Ustąpił wówczas z funkcji mera, przechodząc na stanowisko pierwszego zastępcy mera Miluzy. W 2021 został wybrany na prezydenta regionu Grand Est na kolejną kadencję.